# 黃居寀
黃居寀（933年—993年以後），字伯鸞，四川成都人。宋初畫家，歷仕後蜀、北宋兩朝。黃居寀的作品《山鷓棘雀圖》現時收藏於台灣國立故宮博物院。

## 家族
父親黃筌，畫家，父子均善長畫花鳥畫。

## 作品

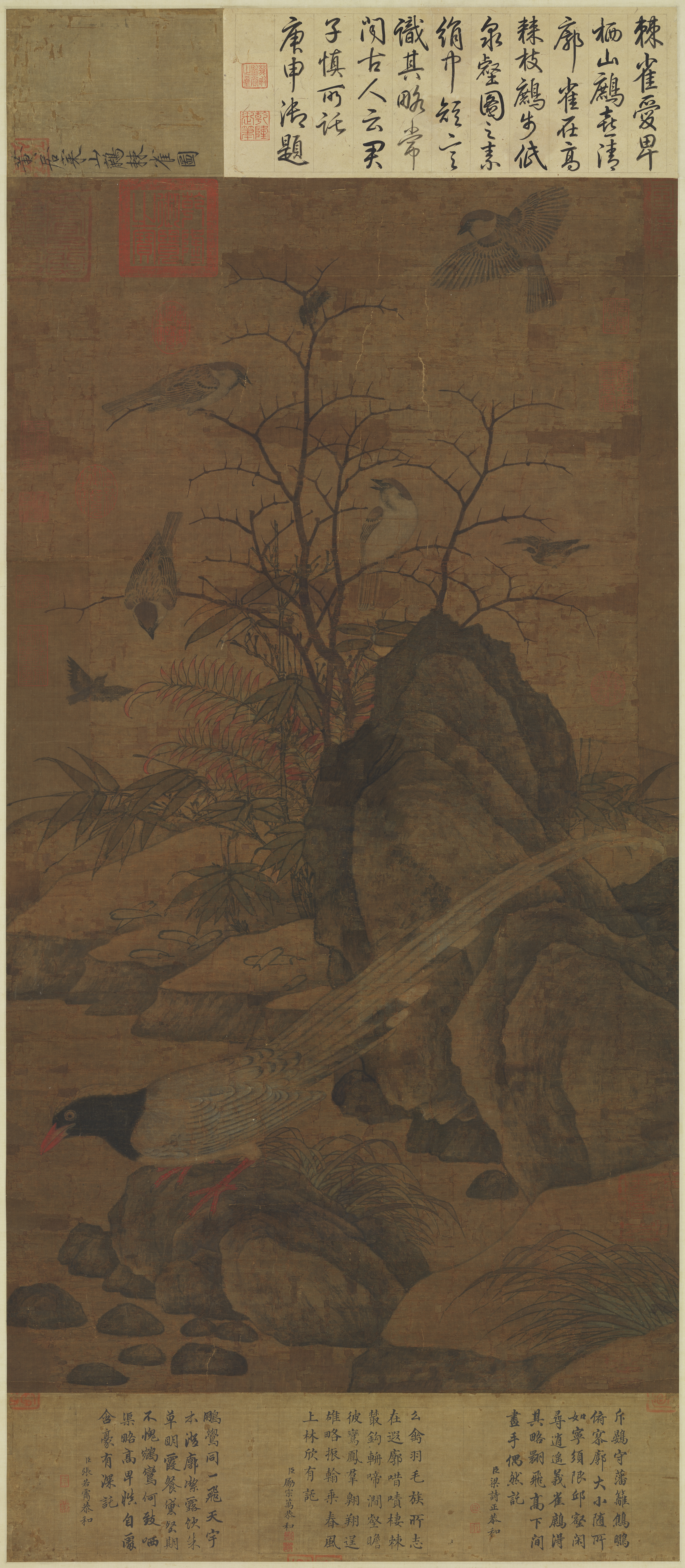
黃居寀《山鷓棘雀圖》，臺北國立故宮博物院藏

- 《山鷓棘雀圖》，藏於台灣台北國立故宮博物院
- 《蘆雁圖》，藏於台灣台北國立故宮博物院
- 《蛤子蝴蝶圖》，藏於台灣台北國立故宮博物院